# السیب
شهرستان سیب (به عربی:  ولایة السیب ) یکی از شهرستان‌های استان مسقط در کشور پادشاهی عمان است.
شهرستان سیب دارای اماکن تاریخی متعددی است که از بارزترین آن‌ها نام می‌بریم:
- قلعة الخوض.
- أبراج الجفنین.
- ابراج الرسیل.
- ابراج الخرس.
- برج السلیل.
- أبراج وادی الحیة.
- سور جما.
- سور الراویة.
- سور السیابیین.
- بیت العود. این خانه در سال ۱۸۸۶ میلادی بنیادگذاری شده‌است. و مساحتش ۱۲۰۰ متر مربع می‌باشد.

## جمعیت
بر اساس سرشماری سال ۲۰۱۰ میلادی جمعیت شهرستان سیب ۳۰۱٬۹۹۶ نفر بوده‌است.

## مناطق گردشگری
مناطق گردشگری سیب عبارت‌اند از: ساحل حیل، پارک الخوض، برج الصحوة، و از قدیمیترین روستاهای شهرستان «روستای الخوض» که در حدود ۶۰۰ سال پیش بنیادگذاری شده‌است.

## پیشهٔ مردم
پیشهٔ مردم شهرستان سیب ماهی گیری، نجاری، تجارت و صناعات حلواسازی و حدادی می‌باشد. همچنین صناعت بخور و صناعات نقره و طلاسازی بین مردم شهرستان رواج دارد.